# Цимбалюк Світлана Олексіївна
Світлана Олексіївна Цимбалюк (17 грудня 1975, м. Богуслав, Київська область) — український економіст, професор.

## Життєпис
Народилася 17 грудня 1975 року у місті Богуславі Київської області.
З золотою медаллю закінчила Богуславську середню школу № 1. З 1992 по 1997 роки навчалася у Київському національному економічному університеті, який закінчила з відзнакою.
У 2000 році закінчила аспірантуру Київського національного економічного університету. Захистивши дисертацію на тему: «Конкурентоспроможність управлінського персоналу підприємств: методологія і методика оцінювання», здобула науковий ступінь кандидата економічних наук.
У 2014 році захистила дисертацію на здобуття наукового ступеню доктора економічних наук на тему: «Організаційно-економічний механізм формування компенсаційної політики в умовах трансформації соціально-трудових відносин».
Є автором і співавтором низки навчальних посібників, підручників та наукових праць.
Одружена, має двох синів.

## Нагороди
Лауреат Премії НАН України імені М. В. Птухи за 2018 рік